# Síndrome d'atàxia i tremolor associada a X fràgil
La síndrome d'atàxia i tremolor associada a X fràgil (FXTAS, (Fragile X Tremor Ataxia Syndrome) és una malaltia neurodegenerativa progressiva variable i hereditària que normalment afecta a persones majors de 50 anys, essent la incidència molt més gran en els homes que en les dones.
Els símptomes principals són atàxia cerebral, tremolor, parkinsonisme i deteriorament cognitiu. Està associada a la Síndrome X fràgil (SXF), ja que tots els que presenten FXTAS són portadors d'aquesta síndrome. Un de cada 3.000 homes majors de 50 anys pateix FXTAS, xifra que situa aquesta síndrome com una de les causes monogèniques més freqüents de tremolor i atàxia entre la població adulta. Com que és una malaltia descrita recentment, és sovint confosa amb la malaltia de Parkinson. No existeix cap tractament curatiu per la malaltia, tot i que sí de pal·liatius per als símptomes associats.

## Causes
La causa d'aquesta síndrome és una mutació en el gen FMR1 (situat al cromosoma X), que consisteix en una repetició del triplet CGG per sobre d'un llindar normal. La població sana té entre 6 i 52 repeticions d'aquest triplet. Quan una persona té entre 53 i 200 repeticions, es diu que té la premutació de la Síndrome X fràgil, situació que equival a ser-ne portador. Una de cada 260 dones i un de cada 813 homes ho són.

És en aquest grup de la població on hi ha el risc de presentar FXTAS, ja que la seva penetrància en portadors és d'un 40% en homes majors de 50 anys
i d'un 8% en dones majors de 40 anys. Si es passa de les 200 repeticions es considera que es té la mutació completa: el gen s'inactiva mitjançant una procés de metilació del DNA i no es pot traduir la proteïna corresponent, la FMRP. La deficiència d'aquesta proteïna és la que causa la Síndrome X fràgil. Com que en la premutació no hi ha el dèficit de FMRP, els afectats de FXTAS no presenten cap símptoma de la SXF.
Ara bé, en la premutació hi ha un petit problema en traduir el FMR1 mRNA a la proteïna FMRP. Perquè els nivells de proteïna no es vegin alterats, la cèl·lula ho compensa augmentant els nivells de FMR1 mRNA, fet que té un efecte tòxic a llarg termini, ja que causa inclusions al nucli de neurones i astròcits.
El fet que afecti més als homes que a les dones es deu en gran part a que les dones tenen dos cromosomes X, que exerceixen un efecte protector.

## Símptomes
Els principals símptomes són una progressiva atàxia cerebral, tremolor intencional, parkinsonisme i deteriorament cognitiu.
- Atàxia: es caracteritza per una dificultat en caminar que pot estar associada amb una dismetria (mal càlcul de les distàncies) i una dificultat per articular paraules. Un 90% dels afectats per FXTAS presenten dificultats per caminar amb un augment de la separació dels peus i dificultats per coordinar els passos. Aquests problemes causen caigudes freqüents i que la majoria dels pacients amb FXTAS necessitin algun suport d'ajuda per caminar.[11]

- Tremolor: el presenten un 90% dels afectats per FXTAS, i el grau varia segons l'individu. Comença amb la mà dominant i, amb el temps, afecta les dues mans. Aquest tremolor pot ser variable: el més freqüent és el tremolor d'intenció, tot i que més endavant es pot presentar tremolor de repòs, tremolor postural, etc. Generalment va progressant al llarg dels anys i acaba afectant les activitats de la vida diària.[2]

- Parkinsonisme: el FXTAS és molt semblant a la síndrome de Parkinson, de fet, un 14% dels afectats tenen un historial familiar amb algun cas de Parkinson. Un 60% també comparteix alguns signes de Parkinsonisme, com la bradikinesia (lentitud de moviments), una rigidesa prioritàriament a les extremitats superiors i inestabilitat. També poden presentar distonies (alteracions del to muscular). En el FXTAS, predomina el tremolor postural, mentre que en el Parkinson predomina el de repòs.

- Deteriorament cognitiu: afecta sobretot als homes.[12] A mesura que la malaltia avança hi ha un clar deteriorament de la intel·ligència, la memòria i la velocitat de processament d'informació, entre d'altres.[13]

L'atàxia, el tremolor i el parkinsonisme empitjoren amb l'edat, i la severitat del tremolor i l'atàxia estan correlacionades amb el nombre de repeticions de CGG.
Això no obstant, el malalt també pot tenir altres símptomes com malalties psíquiques (ansietat, irretabilitat, apatia i depressions),
afectacions al sistema nerviós perifèric
i disfuncions autonòmiques tals com incontinència urinària i intestinal.